# Ponte San Nicolò
Ponte San Nicolò es una localidad y comune italiana de la provincia de Padua, región de Véneto, con 13.178 habitantes.

## Evolución demográfica
| Gráfica de evolución demográfica de Ponte San Nicolò entre 1861 y 2001 |
|                                                                        |
| Fuente ISTAT - elaboración gráfica de Wikipedia                        |